# Paraeggerthella hominis
Paraeggerthella hominis es una bacteria grampositiva del género Paraeggerthella. Fue descrita en el año 2023. Su etimología hace referencia a humano. Es anaerobia estricta e inmóvil. Tiene un tamaño de 0,5-0,8 μm de ancho por 0,9-1,2 μm de largo. Crece de forma individual. Forma colonias pequeñas, punteadas, circulares, entre grises y blancas en agar YCFA tras 72 horas de incubación. Temperatura de crecimiento óptima de 37 °C. Catalasa positiva. Es sensible a novobiocina, azitromicina, estreptomicina, ampicilina, penicilina, tetraciclina, cefotaxima, amoxicilina, piperacilina, vancomicina, cloromicetina, kanamicina, clindamicina, rifampina, eritromicina y ciprofloxacino. Resistente a sulfametoxazol, gentamicina, amikacina y bacitracina. Tiene un genoma de 2,83 Mpb y un contenido de G+C de 61,4%. Se ha aislado de heces humanas en China.